# Kherlenbayan-Ulaan, Khentii
Kherlenbayan-Ulaan (tiếng Mông Cổ: Хэрлэнбаян-Улаан) là một khu định cư ở sum Delgerkhaan, tỉnh Khentii, miền đông Mông Cổ.
Kherlenbayan-Ulaan là một trung tâm canh tác nông nghiệp.